# FK Taraz
Maillots
Le Taraz Fýtbol Klýby (en kazakh : Тараз футбол клубы), plus couramment abrégé en FK Taraz, est un club kazakh de football fondé en 1961 et basé dans la ville de Taraz.
Le Kazak Nurmat Mirzabaev est l'entraineur depuis octobre 2022.

## Historique
- 1961 : fondation du club sous le nom de Metallist Taraz
- 1967 : le club est renommé Voskhod Taraz
- 1968 : le club est renommé Energetik Taraz
- 1971 : le club est renommé Alatau Taraz
- 1975 : le club est renommé Khimik Taraz
- 1992 : le club est renommé Fosfor Taraz
- 1993 : le club est renommé FK Taraz

## Bilan sportif

### Palmarès
| \| - Championnat du Kazakhstan (1) : - Champion : 1996. - Vice-champion : 1995 et 1997. - Coupe du Kazakhstan (1) : - Vainqueur: 2004. - Finaliste : 1992, 1993 et 2013. \| \| - Championnat du Kazakhstan D2 : - Vice-champion : 2018. \| |  |                                                          |
| - Championnat du Kazakhstan (1) : - Champion : 1996. - Vice-champion : 1995 et 1997. - Coupe du Kazakhstan (1) : - Vainqueur: 2004. - Finaliste : 1992, 1993 et 2013.                                                                      |  | - Championnat du Kazakhstan D2 : - Vice-champion : 2018. |

### Classements en championnat
La frise ci-dessous résume les classements successifs du club en championnat d'Union soviétique.
La frise ci-dessous résume les classements successifs du club en championnat du Kazakhstan.

### Bilan par saison
Légende
- Vainqueur de la compétition
- Vice-champion ou finaliste de la compétition
- Troisième de la compétition
- Promotion en division supérieure
- Relégation en division inférieure

#### Période soviétique
| Saison | Championnat      | Championnat | Championnat | Championnat | Championnat | Championnat | Championnat | Championnat | Championnat | Championnat | Coupe d'URSS          |
| Saison | Division         | Pos         | Pts         | J           | V           | N           | D           | BP          | BC          | Diff        | Coupe d'URSS          |
| ------ | ---------------- | ----------- | ----------- | ----------- | ----------- | ----------- | ----------- | ----------- | ----------- | ----------- | --------------------- |
| 1961   | 2e Républiques 2 | 13e         | 20          | 30          | 6           | 8           | 16          | 28          | 53          | -25         | —                     |
| 1962   | 2e Républiques 2 | 15e         | 18          | 28          | 5           | 8           | 15          | 22          | 49          | -27         | Huitièmes de finale Q |
| 1963   | 3e Républiques 2 | 11e         | 24          | 28          | 8           | 8           | 12          | 25          | 31          | -6          | Huitièmes de finale Q |
| 1964   | 3e Russie 5      | 7e          | 33          | 32          | 12          | 9           | 11          | 40          | 36          | +4          | Seizièmes de finale Q |
| 1965   | 3e Russie 5      | 6e          | 45          | 38          | 15          | 15          | 8           | 55          | 35          | +20         | —                     |
| 1966   | 3e Asie centrale | 10e         | 40          | 36          | 12          | 16          | 8           | 54          | 40          | +14         | Huitièmes de finale Q |
| 1967   | 3e Asie centrale | 20e         | 29          | 42          | 9           | 11          | 22          | 37          | 58          | -21         | Huitièmes de finale Q |
| 1968   | 3e Kazakhstan    | 7e          | 50          | 40          | 18          | 14          | 8           | 55          | 32          | +23         | —                     |
| 1969   | 3e Kazakhstan    | 4e          | 55          | 40          | 21          | 13          | 6           | 62          | 29          | +33         | —                     |
| 1970   | 4e Kazakhstan    | 13e         | 22          | 30          | 7           | 8           | 15          | 31          | 47          | -16         | —                     |
| 1971   | 3e Zone 5        | 2e          | 46          | 34          | 19          | 8           | 7           | 43          | 32          | +11         | —                     |
| 1972   | 3e Zone 6        | 8e          | 55          | 36          | 14          | 13          | 9           | 42          | 36          | +6          | —                     |
| 1973   | 3e Zone 6        | 2e          | 38          | 30          | 18          | 7           | 5           | 43          | 23          | +20         | —                     |
| 1974   | 3e Zone 1        | 12e         | 26          | 30          | 8           | 10          | 12          | 27          | 39          | -12         | —                     |
| 1975   | 3e Zone 5        | 8e          | 36          | 34          | 13          | 10          | 11          | 50          | 43          | +7          | —                     |
| 1976   | 3e Zone 2        | 12e         | 38          | 40          | 14          | 10          | 16          | 45          | 40          | +5          | —                     |
| 1977   | 3e Zone 5        | 9e          | 43          | 40          | 18          | 7           | 15          | 58          | 60          | -2          | —                     |
| 1978   | 3e Zone 5        | 7e          | 51          | 44          | 23          | 5           | 16          | 66          | 51          | +15         | —                     |
| 1979   | 3e Zone 5        | 19e         | 41          | 46          | 16          | 9           | 21          | 53          | 63          | -10         | —                     |
| 1980   | 3e Zone 7        | 7e          | 46          | 38          | 18          | 10          | 10          | 46          | 32          | +14         | —                     |
| 1981   | 3e Zone 7        | 7e          | 42          | 36          | 19          | 4           | 13          | 64          | 37          | +27         | —                     |
| 1982   | 3e Zone 8        | 3e          | 46          | 36          | 19          | 8           | 9           | 66          | 35          | +31         | —                     |
| 1983   | 3e Zone 8        | 7e          | 36          | 32          | 13          | 10          | 9           | 52          | 39          | +13         | —                     |
| 1984   | 3e Zone 8        | 3e          | 44          | 32          | 19          | 6           | 7           | 61          | 34          | +27         | —                     |
| 1985   | 3e Zone 8        | 10e         | 39          | 40          | 16          | 7           | 17          | 69          | 62          | +7          | —                     |
| 1986   | 3e Zone 8        | 2e          | 38          | 28          | 18          | 2           | 8           | 46          | 22          | +24         | 64es de finale        |
| 1987   | 3e Zone 8        | 3e          | 35          | 28          | 14          | 7           | 7           | 50          | 29          | +21         | —                     |
| 1988   | 3e Zone 8        | 9e          | 34          | 32          | 15          | 4           | 13          | 47          | 37          | +10         | 32es de finale        |
| 1989   | 3e Zone 8        | 6e          | 41          | 34          | 18          | 5           | 11          | 59          | 44          | +15         | 32es de finale        |
| 1990   | 3e Centre        | 6e          | 51          | 42          | 23          | 5           | 14          | 53          | 40          | +13         | —                     |
| 1991   | 3e Centre        | 11e         | 43          | 42          | 17          | 9           | 16          | 56          | 47          | +9          | Seizièmes de finale   |

#### Période kazakhe
| Saison | Championnat | Championnat | Championnat | Championnat | Championnat | Championnat | Championnat | Championnat | Championnat | Championnat | Coupe du Kazakhstan |
| Saison | Division    | Pos         | Pts         | J           | V           | N           | D           | BP          | BC          | Diff        | Coupe du Kazakhstan |
| ------ | ----------- | ----------- | ----------- | ----------- | ----------- | ----------- | ----------- | ----------- | ----------- | ----------- | ------------------- |
| 1992   | 1re         | 5e          | 29          | 26          | 12          | 5           | 9           | 40          | 29          | +11         | Finale              |
| 1993   | 1re         | 14e         | 36          | 24          | 16          | 4           | 4           | 51          | 29          | +22         | Finale              |
| 1994   | 1re         | 8e          | 33          | 30          | 12          | 7           | 11          | 42          | 34          | +8          | Seizièmes de finale |
| 1995   | 1re         | 2e          | 62          | 30          | 20          | 2           | 8           | 61          | 34          | +27         | Demi-finales        |
| 1996   | 1re         | 1er         | 76          | 34          | 23          | 7           | 4           | 56          | 14          | +42         | —                   |
| 1997   | 1re         | 2e          | 56          | 26          | 18          | 2           | 6           | 49          | 18          | +31         | Huitièmes de finale |
| 1998   | 1re         | 10e         | 27          | 26          | 7           | 6           | 13          | 33          | 35          | -2          | Quarts de finale    |
| 1999   | 1re         | 10e         | 23          | 30          | 6           | 5           | 19          | 25          | 64          | -39         | Huitièmes de finale |
| 2000   | 1re         | 12e         | 26          | 28          | 7           | 5           | 16          | 22          | 47          | -25         | Huitièmes de finale |
| 2001   | 1re         | 15e         | 21          | 32          | 6           | 3           | 23          | 26          | 57          | -31         | Huitièmes de finale |
| 2001   | 1re         | 15e         | 21          | 32          | 6           | 3           | 23          | 26          | 57          | -31         | Huitièmes de finale |
| 2002   | 2e          | 4e          | 42          | 24          | 13          | 5           | 6           | 26          | 21          | +5          | Seizièmes de finale |
| 2003   | 1re         | 12e         | 34          | 32          | 10          | 4           | 18          | 35          | 45          | -10         | Seizièmes de finale |
| 2004   | 1re         | 7e          | 59          | 36          | 16          | 11          | 9           | 35          | 23          | +12         | Vainqueur           |
| 2005   | 1re         | 11e         | 36          | 30          | 10          | 6           | 14          | 32          | 36          | -6          | Demi-finales        |
| 2006   | 1re         | 10e         | 33          | 30          | 9           | 6           | 15          | 32          | 34          | -2          | Huitièmes de finale |
| 2007   | 1re         | 16e         | 15          | 30          | 3           | 6           | 21          | 16          | 50          | -34         | Huitièmes de finale |
| 2008   | 2e          | 2e          | 61          | 26          | 19          | 4           | 3           | 61          | 14          | +47         | Seizièmes de finale |
| 2009   | 1re         | 8e          | 33          | 26          | 9           | 6           | 11          | 37          | 36          | +1          | Quarts de finale    |
| 2010   | 1re         | 9e          | 37          | 32          | 9           | 10          | 13          | 36          | 40          | -4          | Quarts de finale    |
| 2011   | 1re         | 9e          | 25          | 32          | 10          | 5           | 17          | 30          | 39          | -9          | Demi-finales        |
| 2012   | 1re         | 4e          | 46          | 26          | 14          | 4           | 8           | 32          | 30          | +2          | Huitièmes de finale |
| 2013   | 1re         | 10e         | 21          | 32          | 7           | 9           | 16          | 30          | 38          | -8          | Finale              |
| 2014   | 1re         | 10e         | 25          | 32          | 9           | 7           | 16          | 32          | 45          | -13         | Quarts de finale    |
| 2015   | 1re         | 9e          | 26          | 32          | 10          | 8           | 14          | 25          | 33          | -8          | Quarts de finale    |
| 2016   | 1re         | 11e         | 35          | 32          | 10          | 5           | 17          | 33          | 42          | -9          | Huitièmes de finale |
| 2017   | 1re         | 11e         | 26          | 33          | 8           | 8           | 17          | 29          | 50          | -21         | Huitièmes de finale |
| 2018   | 2e          | 2e          | 67          | 33          | 19          | 10          | 4           | 61          | 27          | +34         | Huitièmes de finale |
| 2019   | 1re         | 10e         | 29          | 33          | 7           | 8           | 18          | 28          | 60          | -32         | Quarts de finale    |
| 2020   | 1re         | 8e          | 23          | 20          | 5           | 8           | 7           | 19          | 23          | -4          | —                   |
| 2021   | 1re         | 10e         | 29          | 26          | 7           | 8           | 11          | 27          | 34          | -7          | Quarts de finale    |
| 2022   | 1re         | 12e         | 28          | 26          | 6           | 10          | 10          | 27          | 29          | -2          | Demi-finales        |

### Bilan continental
Note : dans les résultats ci-dessous, le score du club est toujours donné en premier.
| Saison    | Compétition               | Tour                | Club               | Domicile | Extérieur | Total             |
| --------- | ------------------------- | ------------------- | ------------------ | -------- | --------- | ----------------- |
| 1994-1995 | Coupe des coupes          | Premier tour        | Pakhtakor Tachkent | 3 - 0    | 3 - 0     | Premier           |
| 1994-1995 | Coupe des coupes          | Premier tour        | Merw Mary          | 8 - 1    | 8 - 1     | Premier           |
| 1994-1995 | Coupe des coupes          | Premier tour        | Ravshan Kulob      | 8 - 1    | 8 - 1     | Premier           |
| 1994-1995 | Coupe des coupes          | Premier tour        | Alay Och           | 8 - 1    | 8 - 1     | Premier           |
| 1994-1995 | Coupe des coupes          | Huitièmes de finale | Jonoob Ahvaz       | 1 - 0 ap | 0 - 1     | 1 - 1 (4 - 5 tab) |
| 1997-1998 | Coupe des clubs champions | Premier tour        | Nisa Achgabat      | 2 - 2    | 0 - 2     | 2 - 4             |

Légende
- Victoire ou qualification pour le tour suivant
- Match nul
- Défaite ou élimination de la compétition

## Personnalités du club

### Présidents du club
- Gabit Kasbekov
- Murat Omarov

### Entraîneurs du club
- Kurban Berdyev (1986 - 1989)
- Kurban Berdyev (1991 - 1992)
- Vakhid Masoudov (août 1999 - juin 2000)
- Vladimir Gouliamhaïdarov (2003)
- Youri Konkov (1er janvier 2004 - 24 août 2005)
- Sergueï Tagiïev (2006 - mai 2007)
- Vladimir Fomitchiov (2008 - 2010)
- Dmitri Ogaï (1er janvier 2010 - juin 2010)
- Igor Oursatchi (25 juin 2010 - 1er septembre 2010)
- Dmitri Ogaï (septembre 2010 - 30 novembre 2010)
- Vaït Talgaïev (2010 - 2011)
- Ljupko Petrović (1er novembre 2011 - 14 mai 2013)
- Nourmat Mirzabaïev (16 mai 2013 - 7 juin 2013)
- Arno Pijpers (8 juin 2013 - 10 juin 2014)
- Yevgueni Iarovenko (10 juin 2014 - 11 novembre 2015)
- Nourmat Mirzabaïev (janvier 2016 - mai 2016)
- Youri Maximov (15 mai 2016 - )

## Identité visuelle

Ancien logo.
Logo actuel.